# Wolfgang Schilling (Autor)
Wolfgang Schilling (* 13. April 1957) ist ein deutscher Autor und Medienberater, der vorrangig zur Regionalgeschichte des östlichen Harzes publiziert.

## Leben
Schilling ist in Blankenburg (Harz) beheimatet, arbeitet in Wernigerode und betätigt sich u. a. als Medienberater und Autor heimat- und bergbaugeschichtlicher Publikationen des Harzraumes. Daneben publiziert er in Zeitungen und Zeitschriften.

## Werke (Auswahl)
- mit Jürgen Wesinger u. a.: Grube Büchenberg. Eiserner Schatz im Harz. Blankenburg 2013, ISBN 978-3-935971-65-2.
- mit Gerhard Rösicke u. a.: Grube Einheit. Goldener Schatz im Harz. Blankenburg 2016, ISBN 978-3-935971-85-0.
- Napola. Verführte Elite im Harz. Ballenstedt – Ilfeld. Grafisches Centrum Cuno, Calbe (Saale) 2018, ISBN 978-3-935971-94-2.
- Ein Leben für das Harzer Bergwesen. Nachruf für den Wernigeröder Geologen Dr. Horst Scheffler. In: Harzer Volksstimme. 12. April 2018, S. 16.
- mit Söhnke Streckel: Schierke. Juwel unterm Brocken. Blankenburg 2019, ISBN 978-3-935971-95-9.
- Napola. Verführte Elite im Harz. Ballenstedt – Ilfeld. 2., erw. Auflage. Blankenburg 2020, ISBN 978-3-935971-94-2.
- Thale – Sagenhaft natürlich. Grafisches Centrum Cuno, Calbe (Saale) 2022, ISBN 978-3-935971-99-7.